# 環状噴霧流
環状噴霧流（かんじょうふんむりゅう）とは、混相流のうち、気液二相流における現象の一つである。特に、気相に対する液相の割合（液ホールドアップ）が1%以下程度、もしくはそれ以下の状態で流れる状態を指す。流動状態は、目視あるいは、Mandhananeの研究から、見かけの流速より判断することができる。